# Shaitan
Shaitan (Arabisch: شيطان), Sjejtan of Iblis (Arabisch: إِبْلِيس) zijn de namen waaronder de satan en andere duivels en demonen in de islam bekendstaan. 
Volgens de moslimtraditie werd de satan opstandig toen hij van God voor Adam moest buigen ("Ik ben beter dan hij, want hij is geschapen uit aarde en ik uit vuur."), verhaald in Soera Al-Hidjr. Hij zou weggezonden worden, maar vroeg aan God respijt om de mensen te testen en hen van het geloof proberen af te keren. God stond hem dit toe. De satan wordt dus in de islam niet gezien als een tegenstander van God, maar als een figuur onder Gods controle. De Koran zegt dat goed en kwaad door God geschapen zijn. De meeste moslims geloven ook niet dat – zoals in het christendom – de satan een gevallen engel is die ooit door God is geschapen, maar een zogeheten djinn (geest, gemaakt van een rookloze vlam van vuur), een bovennatuurlijk onzichtbaar wezen, dat volgens sommige islamitische geleerden bezit kan nemen van mensen en ze van hun vrije wil kan ontdoen.